# Raiz da asa

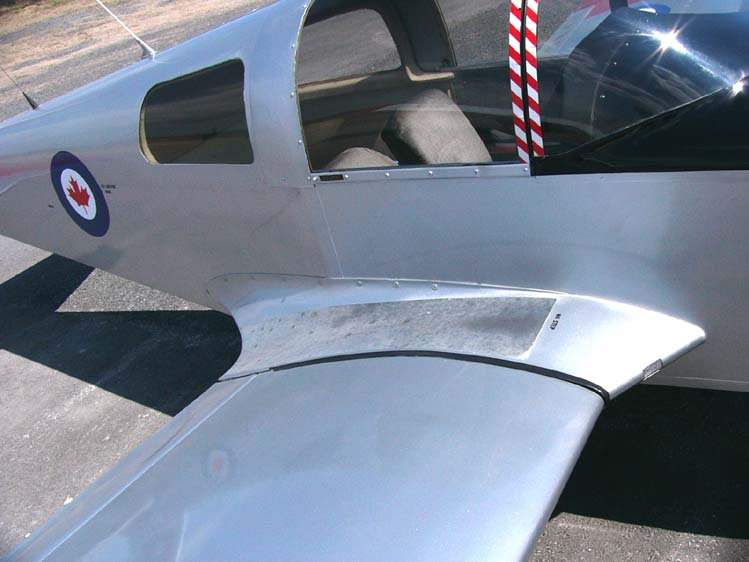
A raiz da asa de uma aeronave simples, American Aviation AA-1 Yankee, mostrando uma carenagem da raiz da asa

A raiz da asa é a parte da asa em uma aeronave de asa fixa ou nave espacial com asas que está mais próxima da fuselagem. Em uma configuração simples de monoplano, é geralmente fácil de identificar. No entanto, em asas parasol ou aeronaves de cauda dupla, a asa pode não ter uma área de raiz distinta. A extremidade oposta de uma asa da raiz da asa é a ponta da asa.
As propriedades aerodinâmicas da aeronave como um todo podem ser bastante afetadas pelo formato e outras escolhas de design da raiz da asa. Durante o voo normal e pousos, a raiz da asa de uma aeronave seria normalmente submetida às maiores forças de flexão pela aeronave. Como meio de reduzir o arrasto parasita entre a asa e a fuselagem, o uso de carenagens tornou-se comum durante a primeira metade do século XX; a utilização de carenagens da raiz da asa foi creditada com a obtenção de características de voo mais favoráveis, tanto a alta como a baixa velocidade. Além disso, várias outras inovações e abordagens foram desenvolvidas para influenciar/controlar o fluxo de ar na proximidades da raiz da asa para alcançar um desempenho mais favorável. Vários métodos de cálculo para projetar uma raiz de asa ideal de uma aeronave foram concebidos.
A fadiga foi reconhecida como um fator crítico de limitação de vida associado à raiz da asa, que acabará por levar a uma falha catastrófica se não for monitorada. Consequentemente, é comum dentro do regime de manutenção de uma aeronave exigir avaliações periódicas da raiz da asa para verificar se há rachaduras por fadiga e outros sinais de tensão. Para este propósito, o uso de extensômetros adequadamente aplicados tornou-se generalizado, embora métodos alternativos de detecção também tenham sido usados.
A complexidade da raiz da asa pode ser bastante aumentada pela função desejada e pelos requisitos de desempenho da aeronave em questão. Por exemplo, numerosas aeronaves navais destinadas ao uso no mar incorporaram mecanismos de dobramento de asas em suas raízes, necessitando da instalação de uma dobradiça e outros ajustes para permitir o dobramento. Outros exemplos de necessidades específicas incluem a presença de dispositivos hipersustentadores, que podem ser instalados ao redor da raiz da asa para aumentar a geração de sustentação, bem como para otimizar a distribuição de carga. No caso de aeronaves hipersônicas de altíssima velocidade, a raiz da asa é considerada uma área estrutural crítica em termos de suas propriedades de migração e dissipação de calor.